# Under Attack
«Under Attack» (Bajo ataque) es una canción y un sencillo que publicó el grupo sueco ABBA. Es el último que publicaron cuando todavía estaban juntos.

## Historia
Fue escrita por Benny y Björn . Fue grabada el 2 de agosto de 1982, en los Polar Studios. La canción habla de una mujer que se da cuenta de que ya no se puede proteger de los ataques de amor de un hombre cae rendida ante él. Este tema viene incluido en The Singles: The First Ten Years como el tema número 9 del disco 2 y en The Visitors como el tema extra nº13.
La canción fue grabada como parte de las sesiones de grabación para lo que sería el noveno álbum del grupo. Aunque estos planes no se concretaron, se decidió que la canción sería lanzada como sencillo. Para muchos, la canción tenía un buen ritmo para su época, y si se hubiera lanzado un poco antes se hubiera convertido en un gran éxito.
Sin embargo, eso no fue así y "Under Attack" no fue muy popular desde su lanzamiento. Aunque logró entrar en el Top 10 en Bélgica y Holanda, y de que se posicionó en el Top 20 en otros países europeos, el sencillo no fue un éxito en otros lugares. En Australia, donde hacía unos años la popularidad del grupo competía con la de The Beatles, el sencillo sólo apareció una vez en el n.º 96.
Después de concluir la promoción de la canción, se dijo que ABBA tomaría un descanso temporal, que se ha prolongado hasta nuestros días. Así, "Under Attack" se convierte en el último sencillo lanzado por ABBA. Después de poco más de una década el grupo se separa.
La canción forma parte actualmente del musical Mamma Mia!, basado en las canciones de ABBA.

## You Owe Me One
You Owe Me One (Me debes una) fue el lado B de este sencillo. Fue grabada el 3 de mayo de 1982, (al mismo tiempo que I Am The City y Just Like That) en los estudios de Polar Music, llamada primeramente "Kamelo". Anteriormente el sencillo era la única forma de conseguir esta canción, pero salió como tema extra del disco The Visitors como la pista número 13.

## El vídeo
El vídeo de Under Attack es el último video de ABBA y fue grabado el 16 de noviembre de 1982, en un almacén en Estocolmo. El grupo merodea por la bodega, mientras Agnetha canta la canción. Al final se ve al grupo salir hacia la calle, para muchos una metáfora de que ABBA se retiraba. Fue dirigido por Kjell Sundvall y Kjell-Åke Andersson.
Actualmente está disponible en The Definitive Collection (DVD) y en The Complete Studio Recordings.

## Posicionamiento
| Lista                                     | Posición |
| ----------------------------------------- | -------- |
| México Lista de Sencillos Internacionales | 1        |
| Bélgica Top 30 Humo Singles               | 1        |
| Bélgica Top 30 BRT Singles                | 1        |
| Holanda Top 40 Singles                    | 1        |
| Alemania Top 50 Airplay Singles           | 1        |
| Holanda Top 30 National Hitparade Singles | 1        |
| Argentina Top 10 Singles                  | 1        |
| Irlanda Top 30 IRMA Singles               | 1        |
| Polonia Top 40 Trójka Radio               | 1        |
| Suiza Top 25 Die Sonntags-BLICK-Hitparade | 1        |
| Finlandia Top 40 YLE Singles              | 1        |
| España Singles/Ventas                     | 1        |
| Alemania Top 50 Media Control Singles     | 1        |
| UK Singles Chart                          | 1        |
| Francia Top 50 Singles                    | 1        |
| Australia Top 100 ARIA Singles            | 1        |

### Trayectoria en listas
| Posición | 46 | 31 | 26 | 26 | 26 | 26 | 42 | 73 |

| Posición | 98 | 96 |

### Listas de Fin de Año
| País    | Posición | Año  |
| ------- | -------- | ---- |
| Bélgica | 64       | 1983 |